# Престилка
Престилка е напоясна дреха, част от женската българска носия.
Изработва се от плътна домашна вълнена тъкан. Покрива предната долна част на тялото и има практически и естетически функции. Тя е една от най-представителните части в състава на костюмите. Престилката е белег за възрастова и социална принадлежност и за произход. Символизира женското начало. Новороденото се поставя в престилката на майката, за да е здраво и да има дълъг живот. Това символизира и приемането в семейно-родовата и селищната общност.
Момичетата обикновено не носят престилка, ако имат такава тя е в тъмни и пастелни тонове и има по-малки размери и по-оскъдна украса. При по-възрастните жени престилката е в по-тъмни цветове.
С обредно-магическо значение е бялата престилка в лазарските костюми и сватбеното облекло на невестата. Бяла престилка се използва и при жътва – първите ожънати снопи се слагат върху нея. Престилката се използва и за примамване на плодородието.
Престилката е дреха, която се използва за защита на други дрехи. В почти всеки дом има престилки, които се използват при готвене или друга работа, която може да изцапа дрехите. Също така работници като месари, обущари, ковачи и медицински персонал често носят престилка.